# Валдемарский мост
Валдемарский мост — мост в Риге через Западную Двину (Даугаву), существовавший в 1944 — 1964 годах.
При отступлении немецких войск в октябре 1944 года Понтонный мост был взорван и затонул в Западной Двине. 1 декабря 1944 года в конце улицы Кришьяня Валдемара сапёры Красной Армии приступили к строительству нового деревянного моста по проекту И. Столярской. Материалы обрабатывались в Яунцемсе. Валдемарский мост построили за три с половиной месяца — движение по нему было открыто уже 15 марта 1945 года. Из-за очень быстрого темпа работ древесина не успевала высохнуть и не подвергалась антисептической обработке, это и послужило главной причиной недолговечности моста.
Валдемарский мост имел конструкцию, схожую с прежним Любекским мостом.
Длина моста составляла 564 метра, а ширина — всего 7 метров, и по нему проходил один трамвайный путь.
Из-за плохого состояния мост был разобран в 1964 году.